# Berner Gutspark

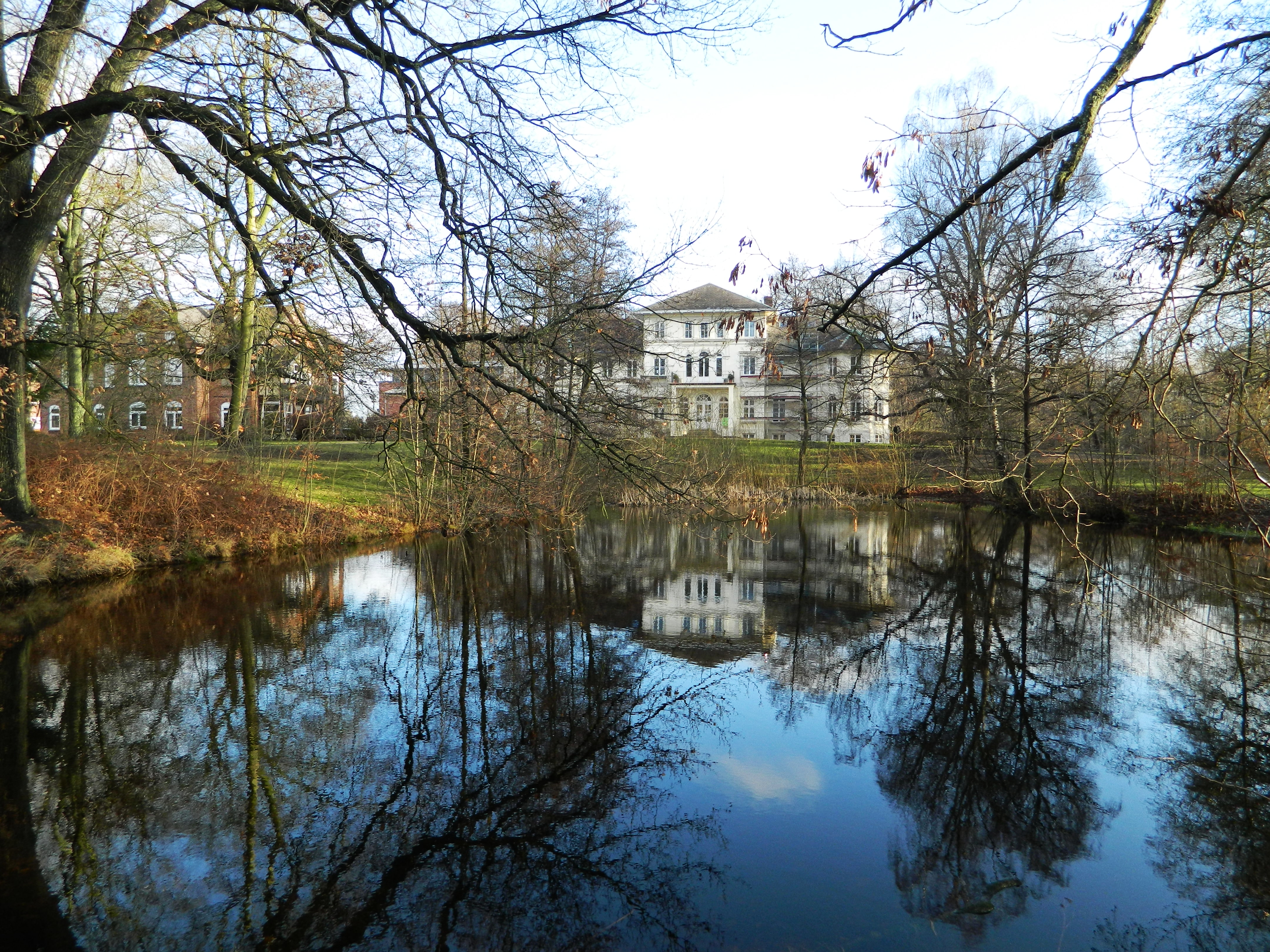
Berner Gutspark mit Teich und Schloss, 2011.

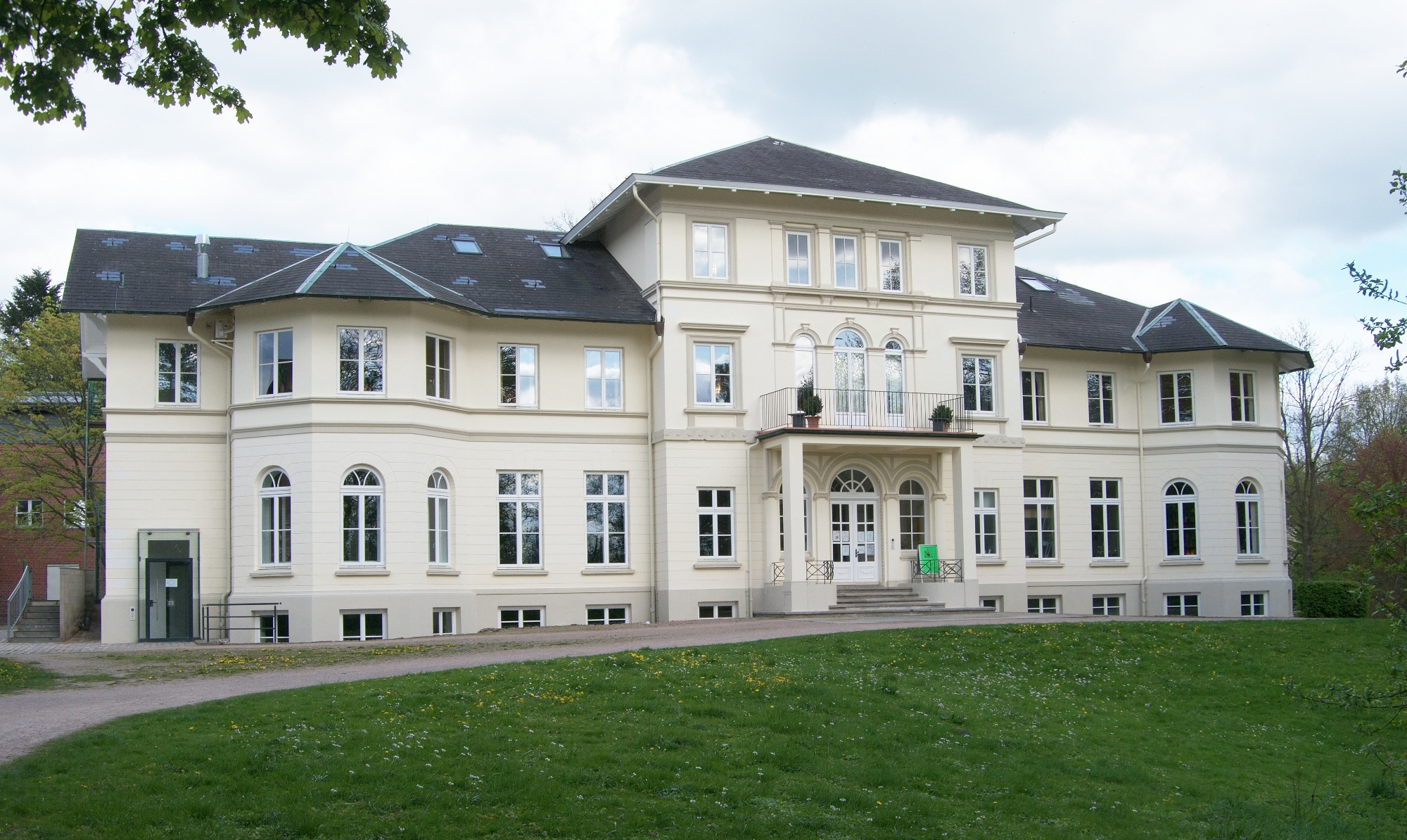
Gutshaus „Berner Schloss“, Gartenansicht 2010.

Der Berner Gutspark ist ein 7,2 Hektar großer öffentlicher Park im Hamburger Stadtteil Farmsen-Berne. Er geht zurück auf das ehemalige Gut Berne, das bis 1806 dem Hospital St. Georg gehörte und sich seither in Privatbesitz befand. Auf dem Gelände befindet sich auch das in den 1890er Jahren vom damaligen Besitzer ausgebaute Gutshaus, das seit 2001 einer Wohnungsbaugenossenschaft gehört. Park und Gutshaus sind jeweils in die Hamburger Denkmalliste eingetragen.

## Lage
Der Park liegt am Deepenhorngraben, einem Zufluss der Berner Au, und wird durch die Straßen Berner Allee, Berner Gutsweg und Zum Gutspark begrenzt. Er ist durch den nahegelegenen U-Bahnhof Berne und mehrere Buslinien an den öffentlichen Nahverkehr angeschlossen.

## Geschichte

Ansicht des Herrenhauses vor dem Umbau 1890

Das 1296 erstmals urkundlich erwähnte Gut Berne gehörte seit 1375 zum Grundbesitz des Hospitals St. Georg und ging im Zuge der Reformation im 16. Jahrhundert in die Hoheit des Hamburger Rates über. Dieser nutzte das Gutshaus seit etwa 1600 als Sommerresidenz und Gästehaus. 1806 wurde das Gut privatisiert und das damals 186 ha große Gelände kam 1844 in den Besitz des Bankiers Johann Heinrich Schröder. Sein Sohn Charles von Schröder ließ zwischen 1890 und 1893 das seither auch als „Berner Schloss“ bezeichnete Gutshaus im klassizistischen Stil repräsentativ ausbauen.
Nach dem Ersten Weltkrieg wurde auf dem nördlichen Teil des Gutslandes zwischen 1919 und 1930 die Gartenstadt Berne errichtet. Das verbleibende Gelände samt Gutshaus kam nach dem Bankrott des letzten Eigentümers 1939 in den Besitz der Hamburger Sparcasse von 1827 und fiel später an die Stadt Hamburg. Diese nutzte das Gutshaus zeitweise als SS-Motorschule, Hilfslazarett, Tuberkulose-Sanatorium oder als Wohnheim für verschiedene Gruppen von Bedürftigen. Von 1969 bis 1999 beherbergte es eine Kindertagesstätte, ehe es nach drei Jahren Leerstand 2001 an die Wohnungsbaugenossenschaft „Gartenstadt Hamburg eG“ verkauft wurde. Neben deren Geschäftsstelle befindet sich heute im Haus auch ein Familienberatungszentrum der Arbeiterwohlfahrt, außerdem werden einige besonders repräsentative Räume für Veranstaltungen vermietet.

## Parkanlage

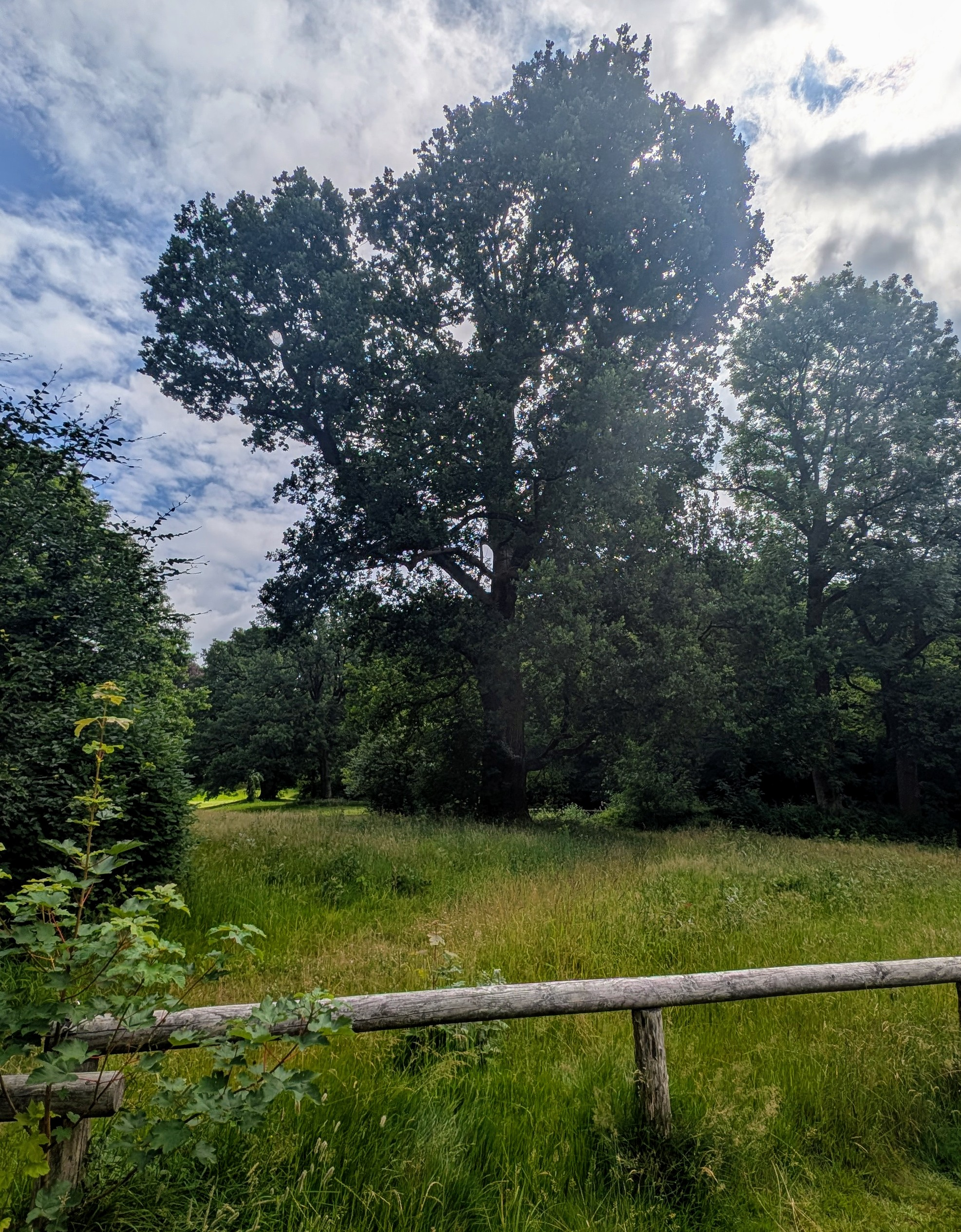
250 Jahre alte Eiche im Berner Gutspark

Auf der Westseite des Gutshauses liegt die von Linden gesäumte Auffahrt, die um einen Teich herum angelegt ist. Die Ostseite bot den Blick auf eine klassische Achse eines Landschaftsgartens mit Wiesenfläche und einzelnen Bäumen und Baumgruppen die von einem Eichen-Buchen-Mischwald begrenzt wurde. Ein Teil wurde in den 1970er-Jahren verkauft, um dort ein Altenheim zu errichten. Durch den südlichen Teil des Parks verläuft der Deepenhorngraben, der hier oberirdisch und naturnah geblieben ist. Eine zweite Parkachse erstreckt sich südlich des Gutshauses und endet in einem Teichareal, das wohl früher der Fischzucht diente.
Im Berner Gutspark gibt es einen alten Baumbestand aus Linden, Eichen, Buchen und wenigen Kiefern sowie zur Auflockerung Rhododendronbüsche. Ein bemerkenswerter Baum ist eine mehrstämmige Edelkastanie am Beginn der Gartenachse.